# Rádža Ravi Varma
Rádža Ravi Varma (29. dubna 1848, Kilimanoor – 2. října 1906, Attingal) byl indický malíř. Proslavil se ilustracemi k moderním vydáním eposů Mahábhárata a Ramajána.

## Život
Byl členem vládnoucího rodu Kilimanúr v knížectví Travankúr (dnes indický stát Kérala). Jeho matka Umajamba Thampurattí byla spisovatelka, její dnes nejznámější knihu Parvátí Swajamvaram nechal Ravi Varma vydat po její smrti. Jeho velkým podporovatelem byl především maharádža Ajiljáma Thirúnala z Travankúru, samotný vládce jeho rodného knížectví, s nímž byl Ravi spřízněn.
Kreslit se učil nejprve v Madurai a posléze u Rámy Svámího Naidua. Ten ho zasvětil do techniky akvarelu. Techniku olejomalby se pak doučil u nizozemského malíře Theodora Jensona. To mu otevřelo cestu na západ – jako jednomu z prvních indických moderních umělců. V roce 1873 získal první cenu na výstavě ve Vídni. V roce 1893 získal dvě zlaté medaile na světové výstavě v Chicagu. Teprve mezinárodní úspěch mu zajistil, že byl doceněn i doma. V roce 1904 mu místokrál Cutzon udělil zlatou medaili za přínos umění. Na počátku 20. století pak jeho obrazy silně ovlivnily celou indickou kulturu. Mít jejich reprodukce doma patřilo k projevům vlastenectví střední třídy (hinduistické). Také Ravi Varmovy obrazy žen, které maloval především podle modelů jihoindických drávidských dívek, nově definovaly ideál krásy (zejm. Kálí, Lakšmí, Sarasvatí, Dáma z Maháráštry, Dívka s ovocem ad.) Jeho dílo je stále silně přítomno v indické pop-kultuře.
Od roku 2001 stát Kérala uděluje uměleckou cenu pojmenovanou po něm – Rádža Ravi Varma Puraskaram.

## Galerie

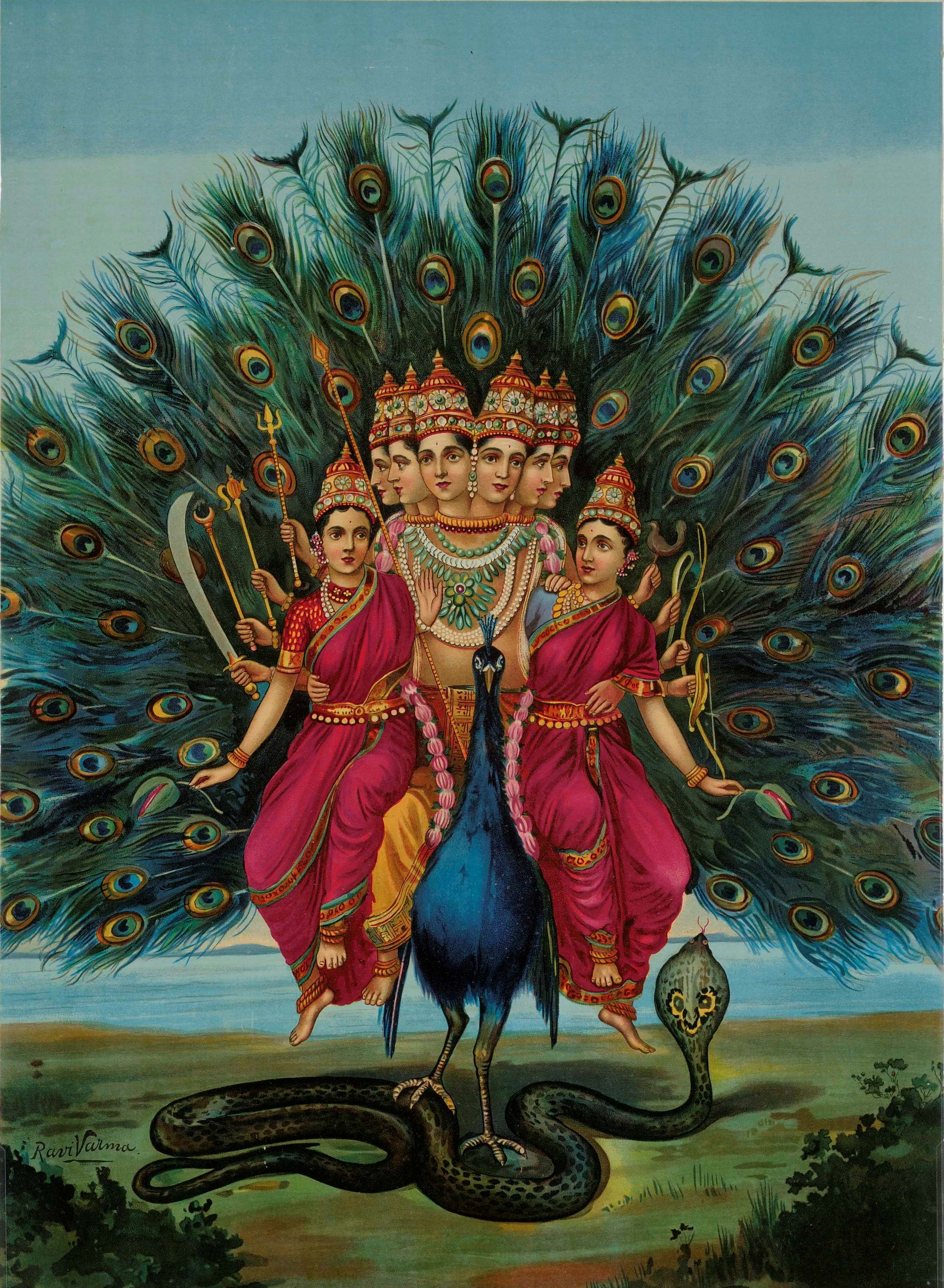
Karthikeya
Sarasvatí
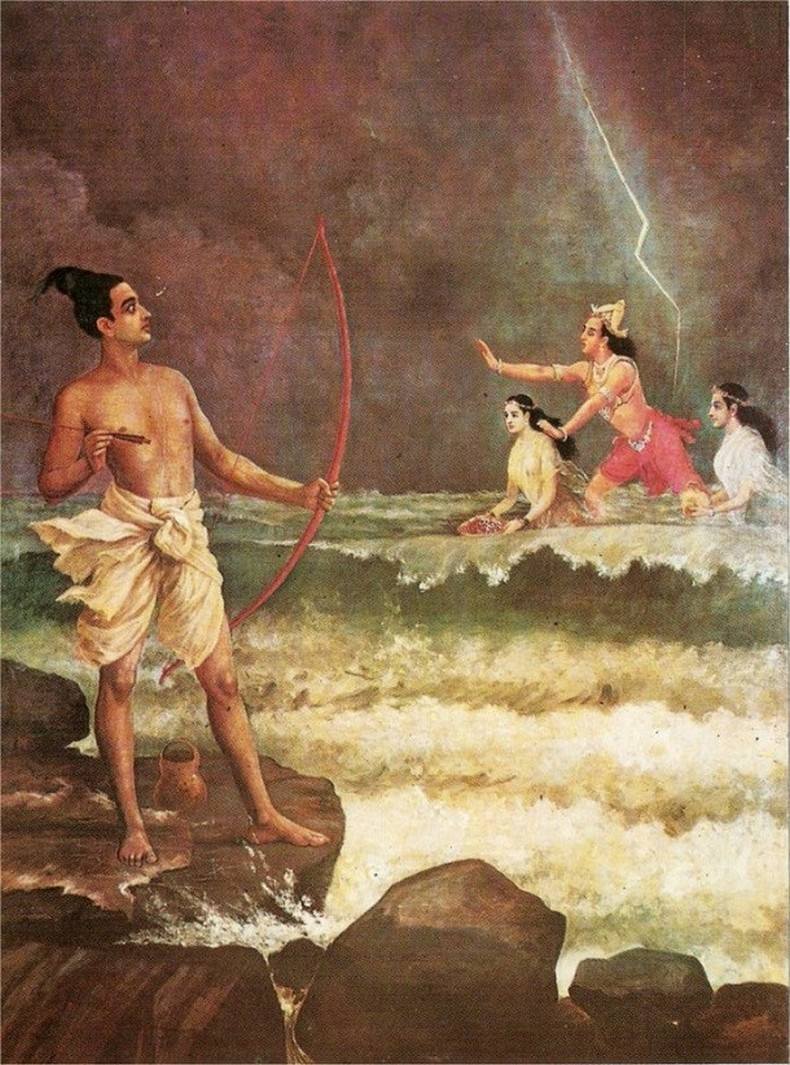
Ráma
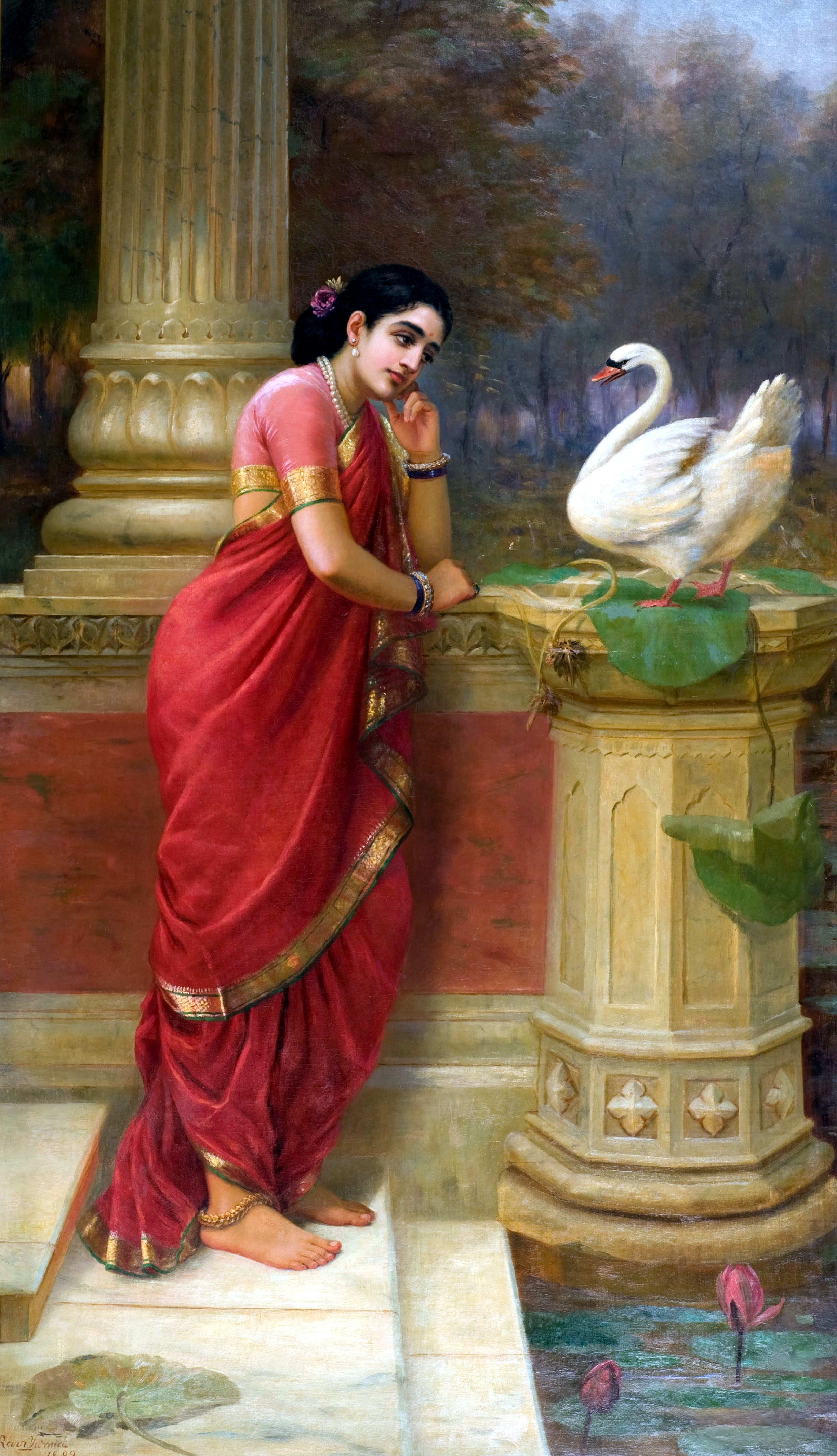
Damayanti
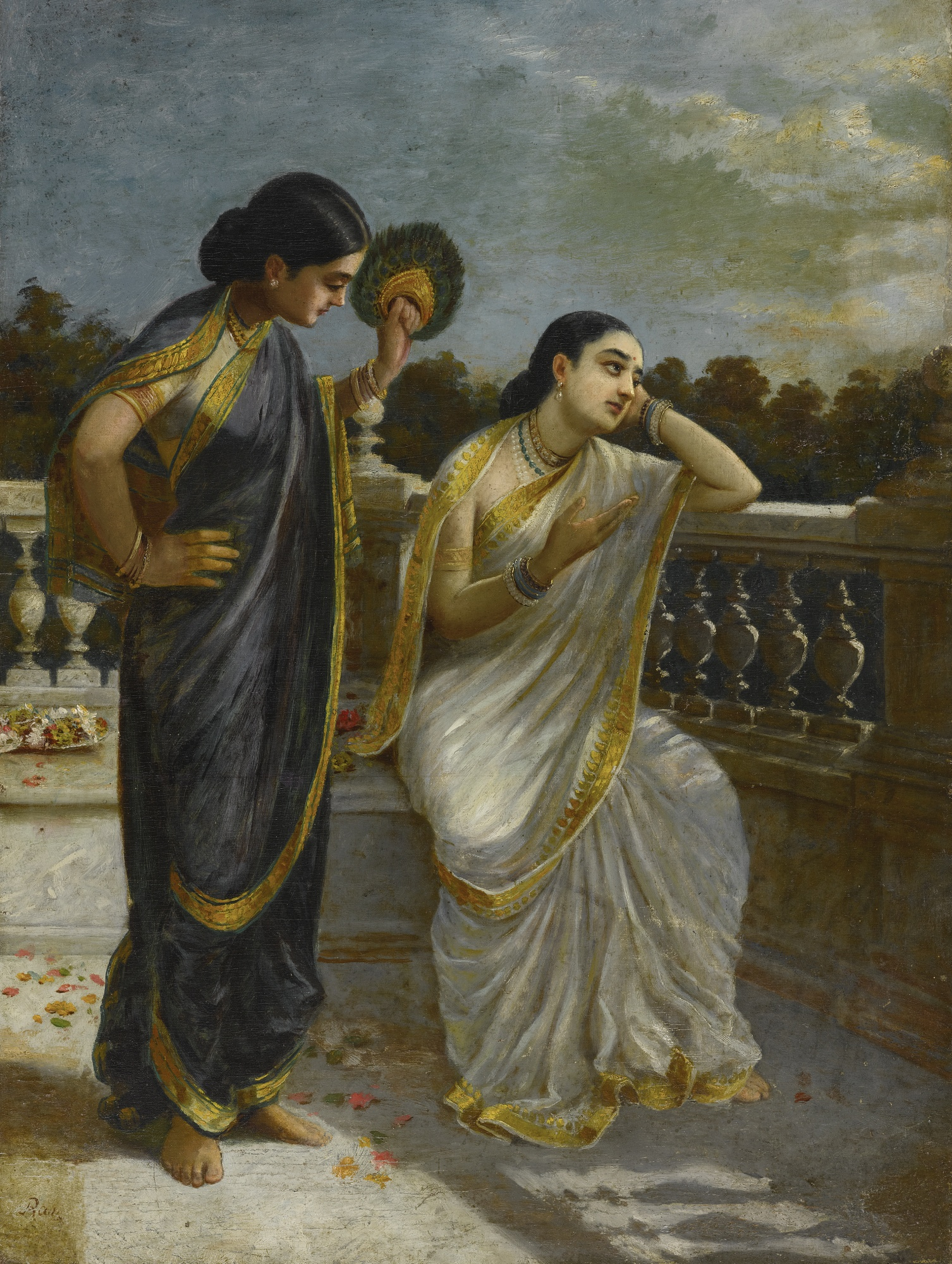
Slečny v měsíčním světle
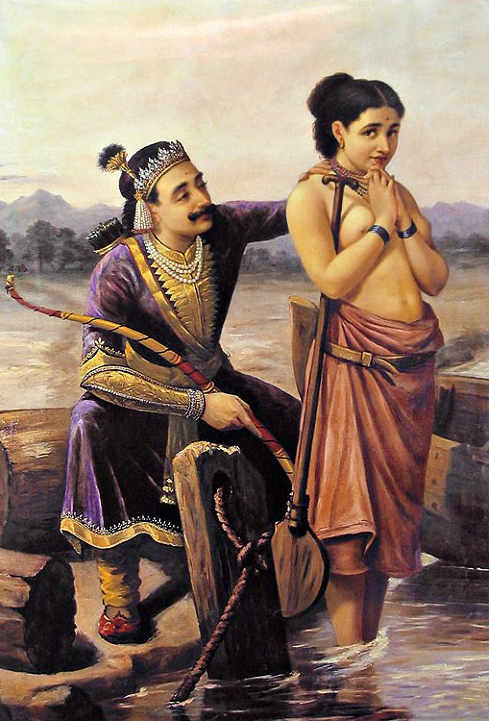
Šantanu a Satyavati
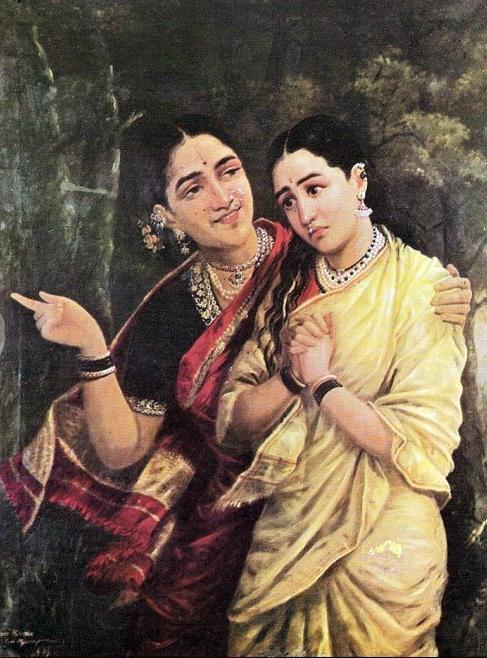
Simhaka a Sairandhri
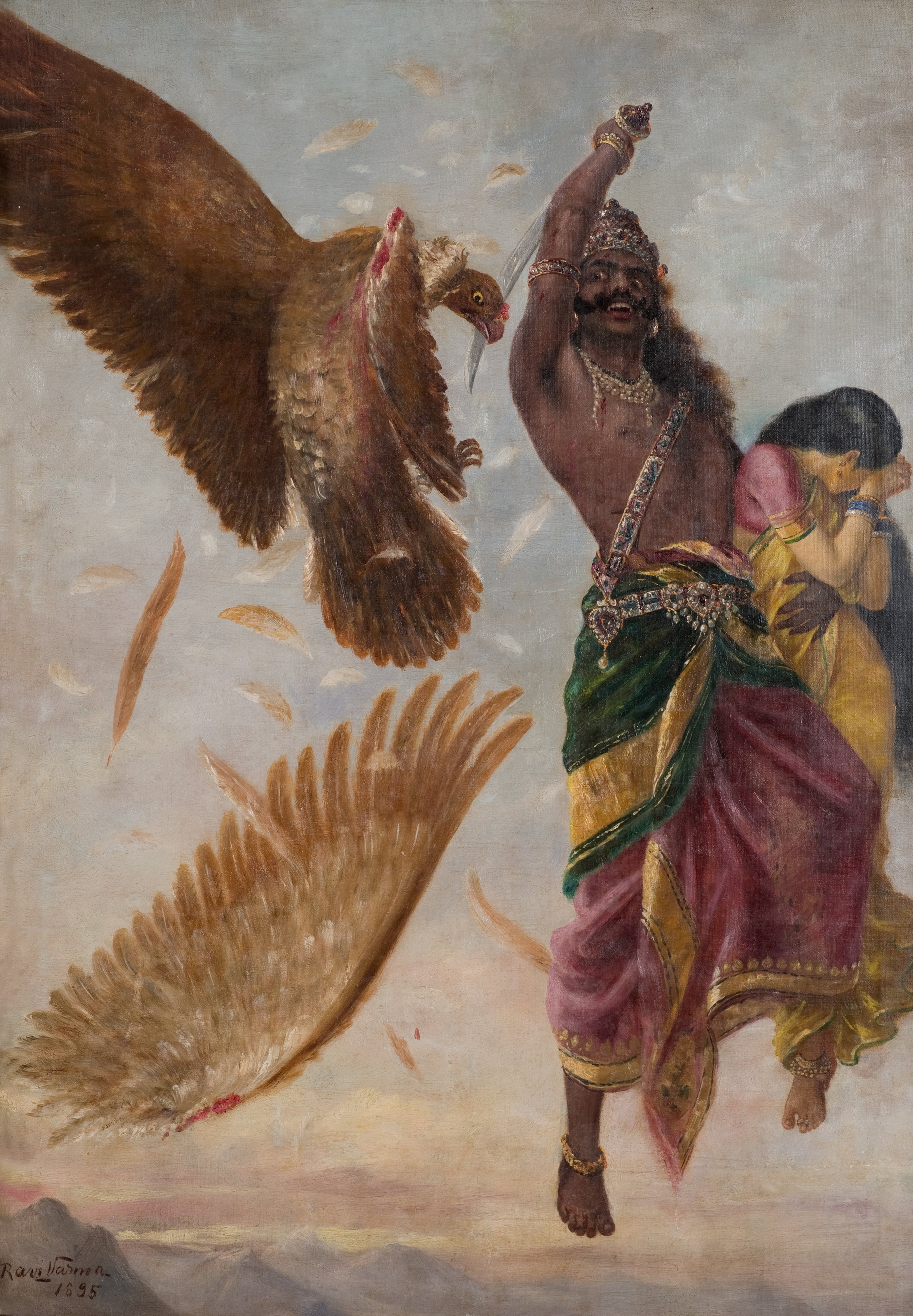
Jatayův boj s Ravanem
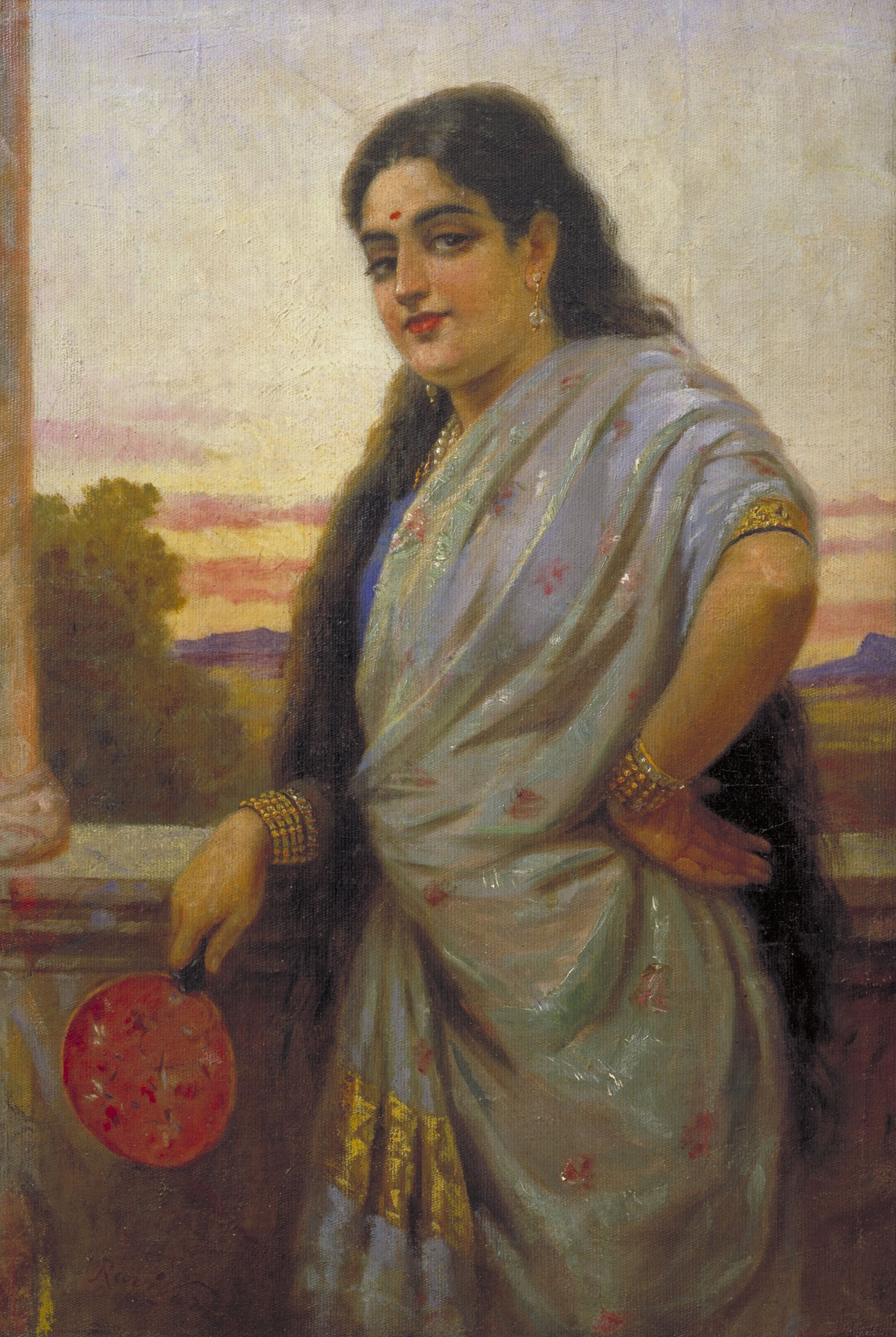
Bavící se dívka
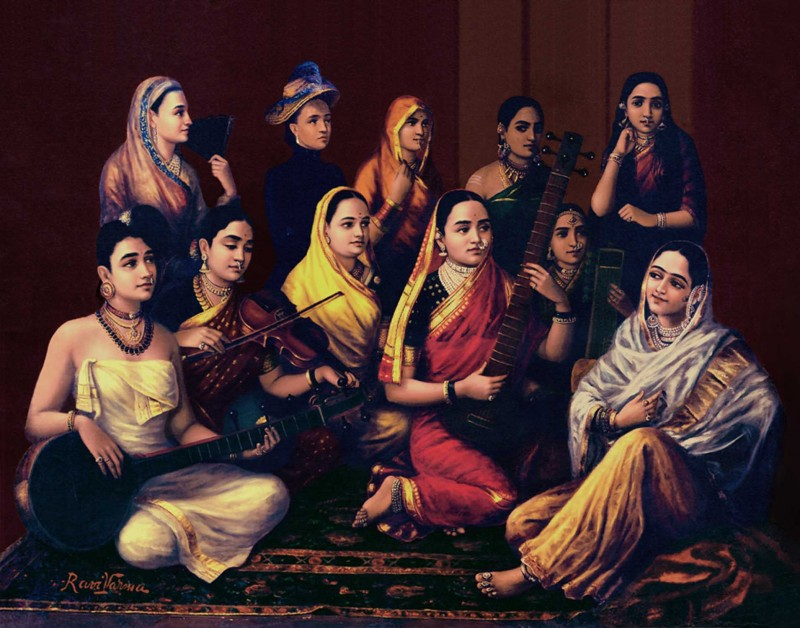
Nebe hudebníků
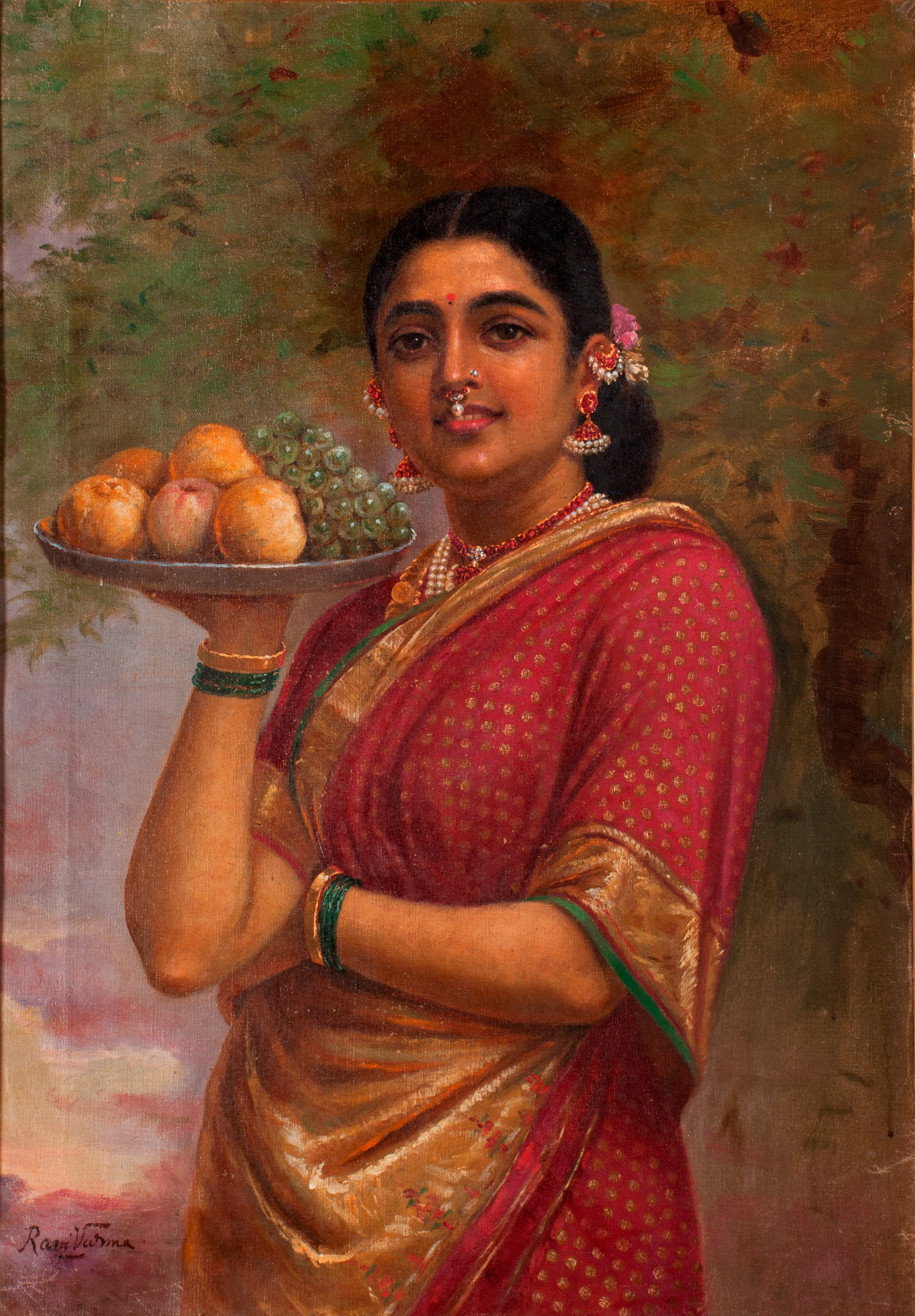
Dáma z Maháráštry
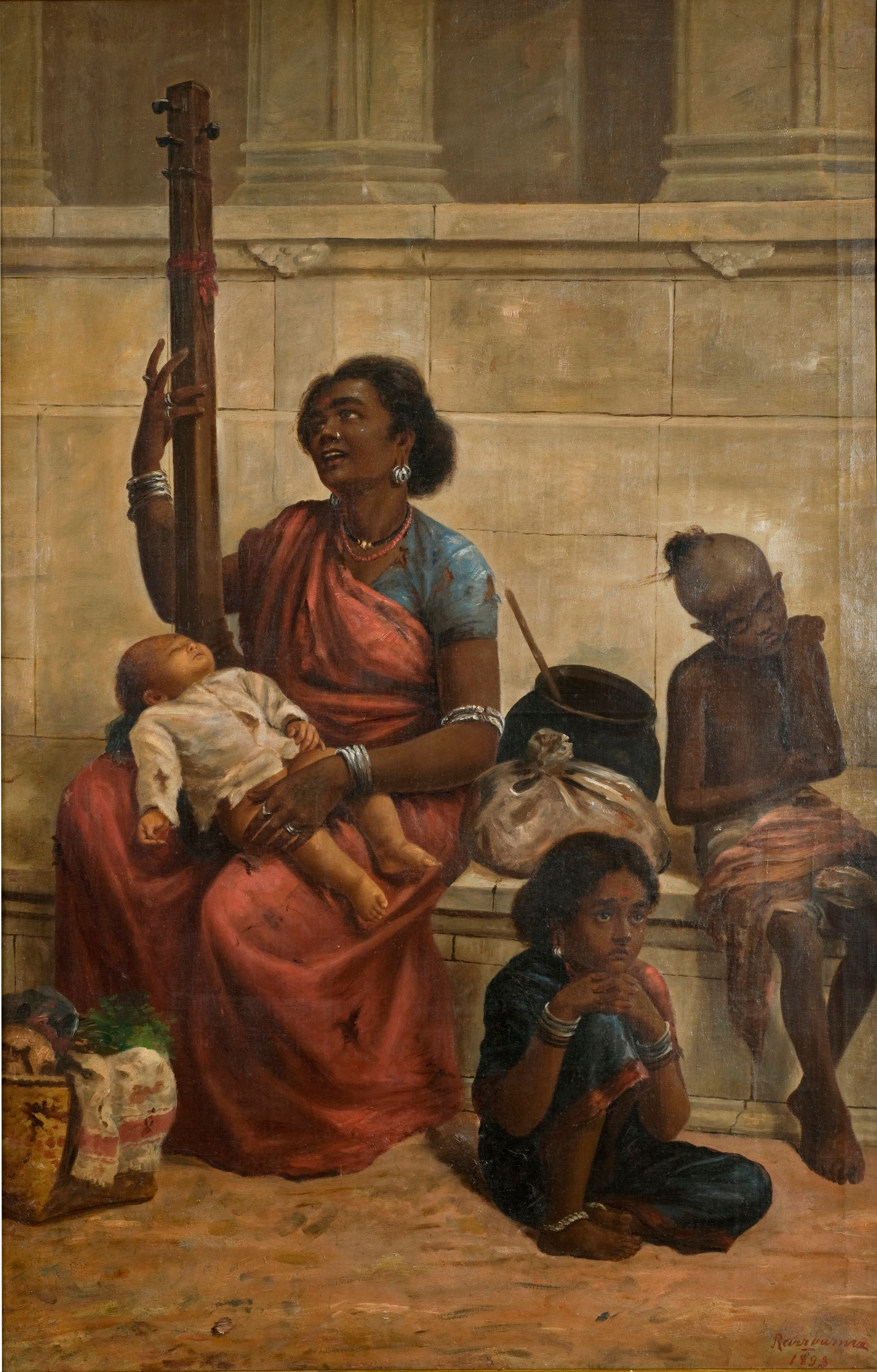
Cikáni
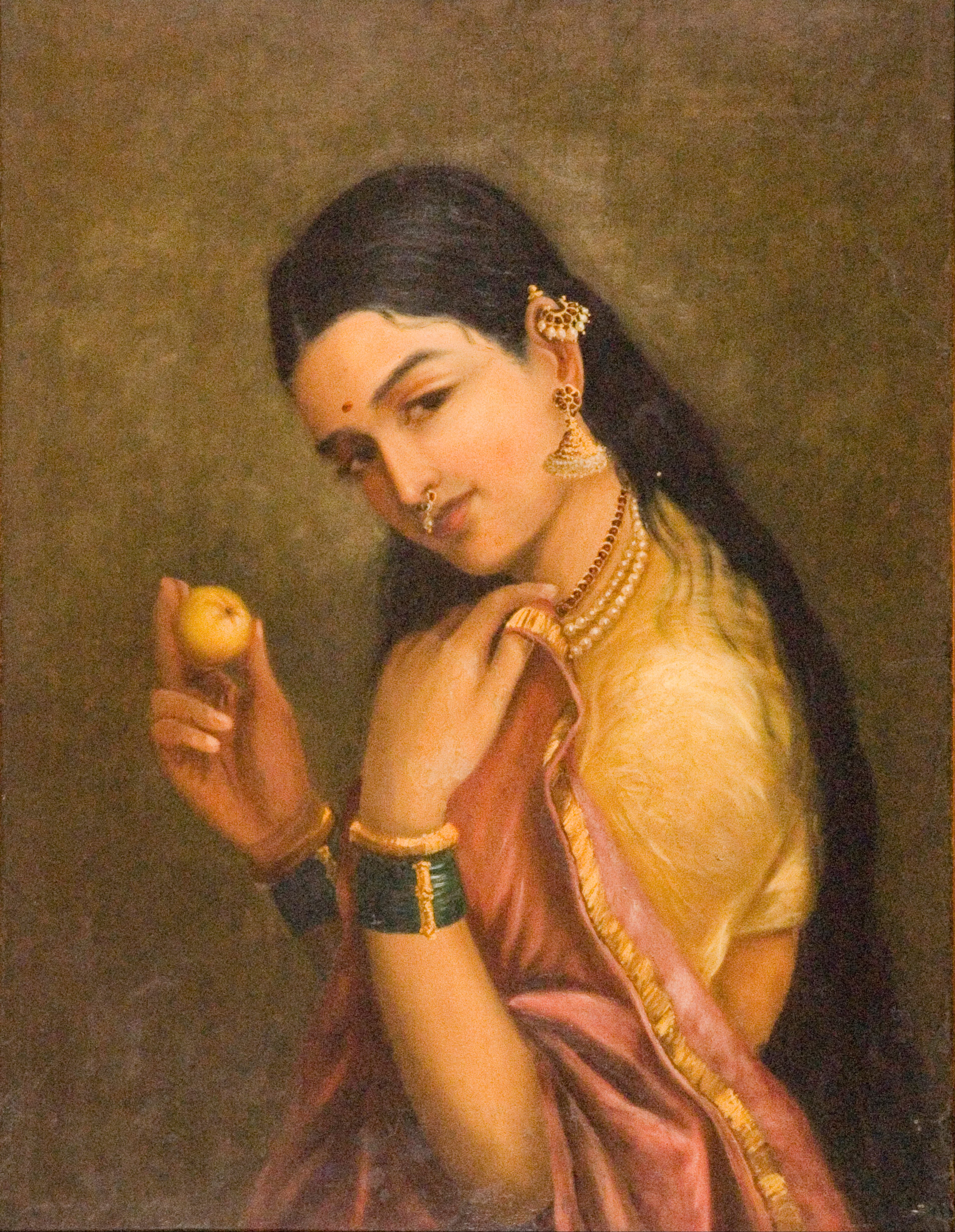
Dívka s ovocem
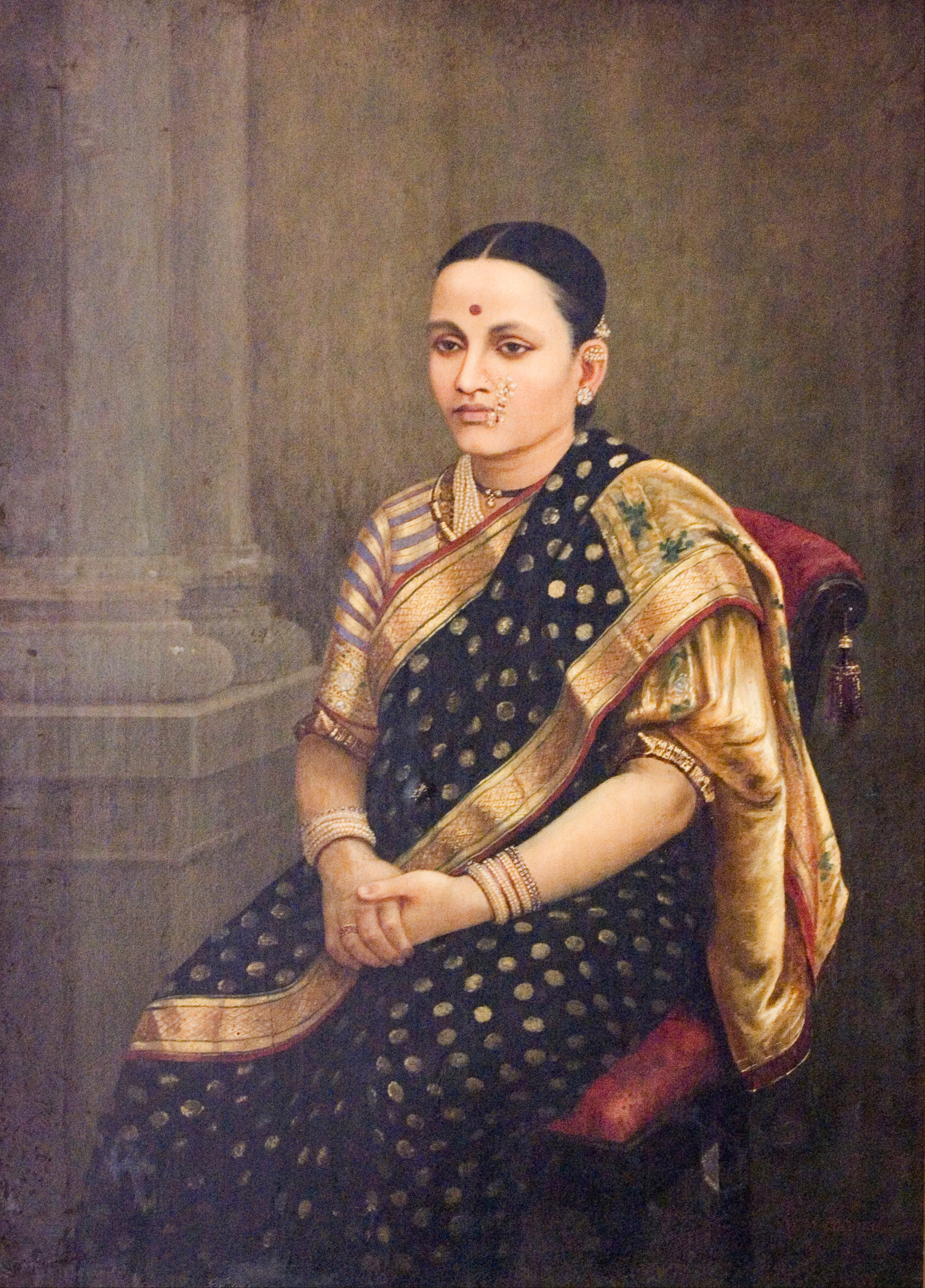
Portrét dívky